# Kanton Châteauroux-Est
Der Kanton Châteauroux-Est war von 1973 bis 2015 ein französischer Wahlkreis im Arrondissement Châteauroux, im Département Indre und in der Region Centre-Val de Loire; sein Hauptort war Châteauroux, Vertreter im Generalrat des Départements war zuletzt von 2004 bis 2015 Michel Blondeau. 

## Gemeinden
Der Kanton bestand aus zwei Gemeinden und einem Teil von Châteauroux. Die nachfolgend aufgeführten Einwohnerzahlen sind jeweils die gesamten Einwohnerzahlen. 
| Gemeinde      | Einwohner Jahr | Fläche km² | Bevölkerungsdichte | Postleitzahl | Code INSEE |
| ------------- | -------------- | ---------- | ------------------ | ------------ | ---------- |
| Châteauroux   | 45209 (2013)   | –          | – Einw./km²        | 36000        | 36044      |
| Déols         | 7889 (2013)    | –          | – Einw./km²        | 36130        | 36063      |
| Montierchaume | 1630 (2013)    | –          | – Einw./km²        | 36130        | 36128      |